# ميركو سلومكا
ميركو سلومكا (بالألمانية: Mirko Slomka)‏ (12 سبتمبر 1967 هيلدسهايم ألمانيا - ) هو لاعب كرة قدم ألماني، يلعب كلاعب وسط.

## وصلات خارجية
ميركو سلومكا على موقع قاعدة بيانات كرة القدم.إي يو (الإنجليزية)
- ميركو سلومكا على موقع عالم كرة القدم.نت (الإنجليزية)